# Kyrösjärvi
Kyrösjärvi är en sjö i Finland. Den ligger i kommunerna Ikalis, Ylöjärvi och Tavastkyro i landskapet Birkaland, i den sydvästra delen av landet, 200 km nordväst om huvudstaden Helsingfors. Kyrösjärvi ligger 83,2 meter över havet. Arean är 96,07 kvadratkilometer och strandlinjen är 353,45 kilometer lång. Sjön  ingår i Kumo älvs huvudavrinningsområde.   I omgivningarna runt Kyrösjärvi växer i huvudsak blandskog. Den sträcker sig 23,1 kilometer i nord-sydlig riktning, och 18,6 kilometer i öst-västlig riktning. Kelminselkä och  Uuraslahti är delar av Kyrösjärvi.
I Kyrösjärvi finns ett stort antal öar:

- Aunu
- Hietasaari
- Inginsaari
- Iso-Metso
- Iso-Pärkkö
- Isosaari
- Jussinsaari
- Kaksikymmentäviisipenninen
- Kaksoissaaret
- Kauppisaari
- Kaurasaari
- Kelminsaari
- Keturinkari
- Koivistonkari
- Koivulansaari
- Kolkonsaari
- Kontusaari
- Kurkisaari
- Kuttisaari
- Lehtikari
- Majoossaari
- Manninsaari
- Marjakassaari
- Markansaari
- Mäkisenkari
- Nestorinsaari
- Niemenkari
- Niittusaari
- Papinsaari
- Pikku-Manni
- Pikku-Metso
- Pikku-Pärkkö
- Pikkuriutta
- Pitkäkari
- Plökkisaari
- Poikkipuoliainen
- Puolasaari
- Rahasaari
- Rahkosaari
- Rajasaari
- Riutta
- Ruutinkari
- Simalissaari
- Sittakari
- Taivalsaaret
- Touhunsaaret
- Tuppiluhta
- Uittamonsaaret
- Vasusaari
- Viisikymmentäpenninen
- Vilponkari
- Äijänsaari

Följande samhällen ligger vid Kyrösjärvi:
- Ikalis (7 309 invånare)
- Viljakkala (2 125 invånare)